# Viaje al mundo perdido (película)
Viaje al mundo perdido (en inglés: The People That Time Forgot) es una película de aventura/fantasía technicolor de 1977 basada en la novela Las Personas Que el tiempo Olvidó (1924) y Fuera del abismo del tiempo (1924) de Edgar Rice Burroughs. Está producida por las productora Amicus Productions de Reino Unido y dirigidos por Kevin Connor. La película estuvo distribuida en los Estados Unidos por Cuadros Internacionales americanos.
La película es una secuela directa a La Tierra Que el tiempo Olvidó, el cual inició la serie en 1975. La historia sigue una expedición de rescate, dirigido por Patrick Wayne en búsqueda de su amigo, jugado por Doug McClure, quién había desaparecido muchos años antes de que. Las tierras de expedición en Caprona, la misma tierra prehistórica fantástica donde dinosaurios y las tribus bárbaras de hombres conviven.

## Reparto
- Patrick Wayne como Ben McBride.
- Doug McClure como Bowen Tyler.
- Sarah Douglas como Charly.
- Dana Gillespie como Ajor.
- Thorley Walters Como Norfolk.
- Shane Rimmer como Hogan.
- Tony Britton como Capitán Lawton.
- John Hallam como Chung-Sha.
- David Prowse como Executioner.
- Milton Reid como Sabbala.
- Kiran Shah Como Bolum.
- Richard LeParmentier como Lugarteniente Whitby.

## Cambios
La edición final de la película tiene algunos cambios notables con respecto al libro:
- El mundo perdido es un "continente polar " no el interior de una isla polar.
- Bowen muere en la película y Lisa (Lys en las novelas) está ya muerta durante la trama de la película, sin embargo ambos sobreviven en la novela.
- El libro acaba con dos bodas; la película con ninguna.

## Criaturas
- Ceratosaurus
- Stegosaurus
- Scutosaurus
- Megalania
- Pterodactyl